# St. Josef (Neuss)

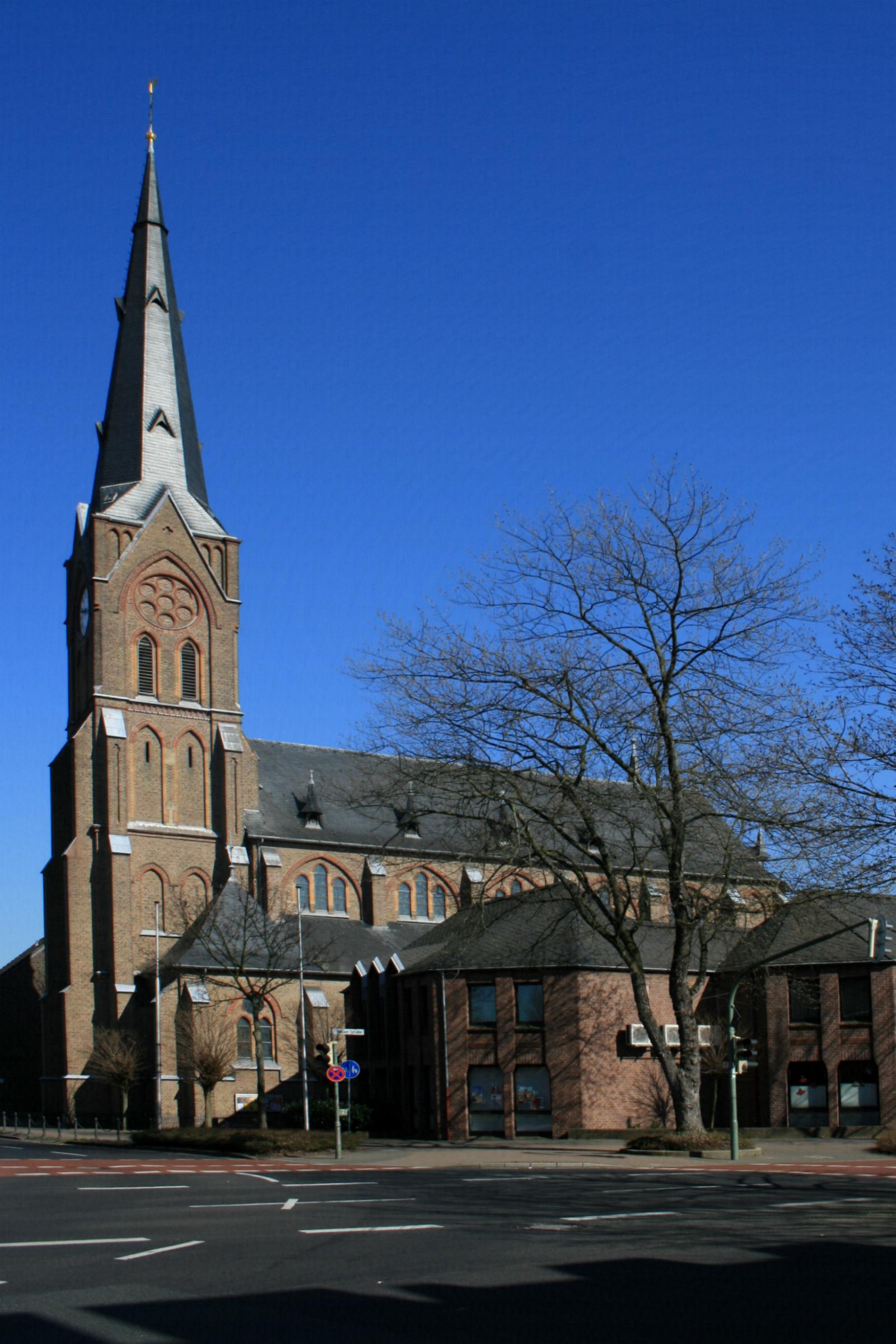
St. Josef

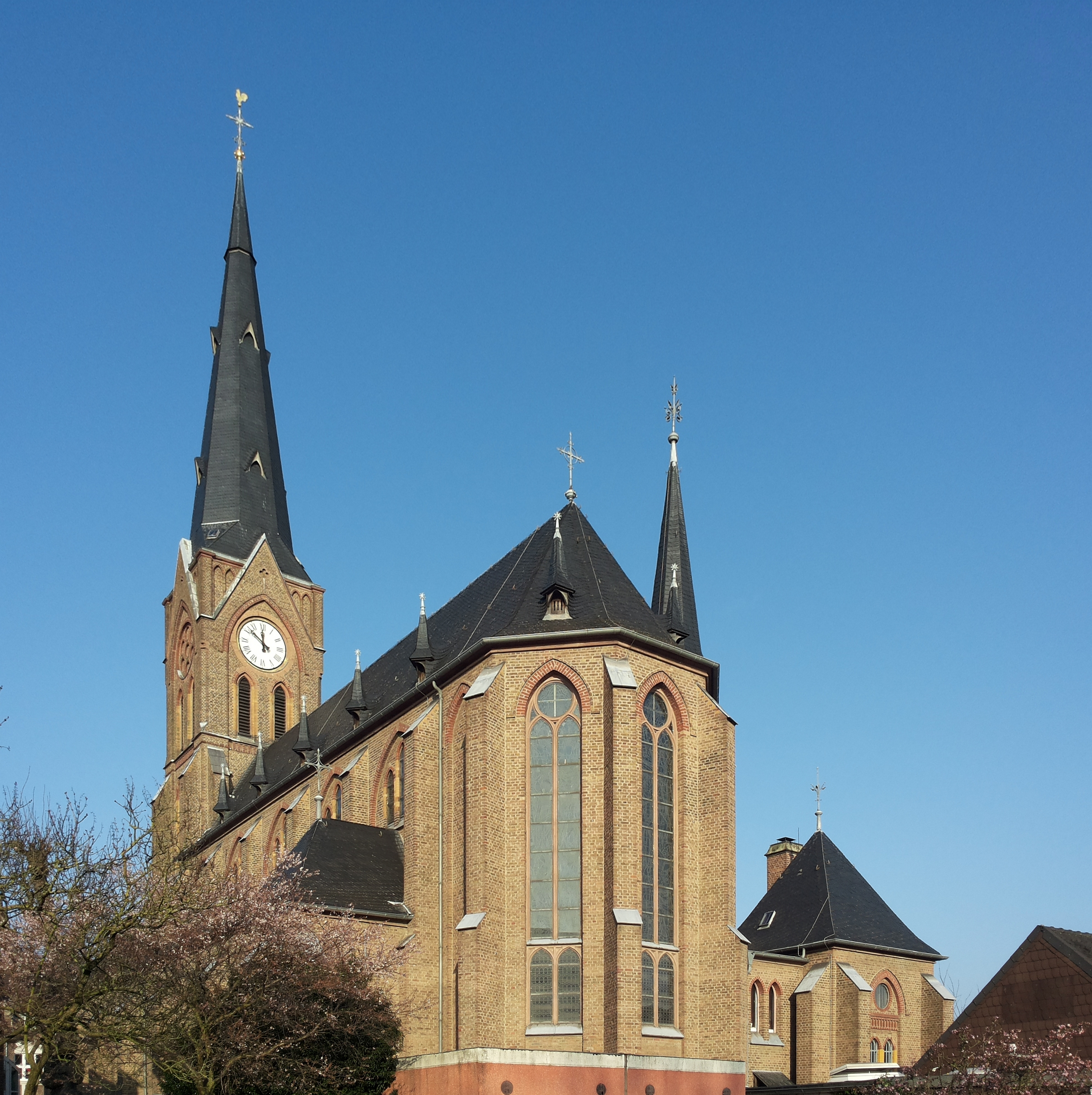
Blick zum Chor

St. Josef im Neusser Stadtteil Weißenberg, Gladbacher Straße 3, ist eine römisch-katholische Pfarrkirche im Seelsorgebereich Neuss-Nord des Erzbistums Köln.

## Geschichte
Die Streusiedlungen im nördlichen Grenzgebiet von Neuss und den anschließenden Teilen von Kaarst und Büderich wurden 1830 zum Schulbezirk Weißenberg zusammengefasst. Wegen der langen Anmarschwege bis zu St. Quirin in Neuss, St. Martinus in Kaarst oder St. Mauritius in Büderich kam bereits 1856 der Plan auf, im Neusser Norden eine eigene Kirche zu errichten. 1871 stiftete Elisabeth Viehof aus Neuss einen Baufonds und 1872 wurde ein Kirchenbauverein gegründet. Der Bau wurde am 21. Februar 1883 beschlossen. Am 16. März 1884 legte Dechant Heimbach den Grundstein, und bereits am 10. Dezember 1884 wurde die Kirche benediziert. Die Konsekration fand am 7. Oktober 1888 statt. Der neue Pfarrbezirk entsprach dem Schulbezirk Weißenberg.
St. Josef ist die erste der drei Kirchengemeinden, die um die Jahrhundertwende herum aus St. Quirin ausgegliedert wurden, 1896 folgte St. Marien, 1909 die Dreikönigenkirche. 1910 wurde Weißenberg und 1913 die Furth nach Neuss eingemeindet. Der nördliche Pfarrbezirk blieb bis zur kommunalen Neugliederung 1975 bei der Gemeinde Kaarst.
Die Pfarrgemeinde war aufgrund ihrer sozialen Struktur die einkommensschwächste von Neuss. Erst ab 1927 konnte die finanzielle Lage allmählich wieder in Ordnung gebracht werden.
Wegen des starken Flüchtlingszustroms wuchs die Gemeinde nach dem Zweiten Weltkrieg stark an. 1955 hatte sie bereits mehr als 10.000 Mitglieder. Aufgrund dieser Entwicklung entstanden innerhalb eines Jahrzehnts gleich drei neue Pfarreien in der Nordstadt: Christ-König an der Furth (1955), St. Thomas Morus in Neuss-Vogelsang (1966) und Heilig Geist in Neuss-Weißenberg (1967, aber bereits ab 1963 als eigener Seelsorgebezirk).

## Architektur
Der Entwurf der Kirche im neogotischen Stil stammt von dem Neusser Architekten Julius Busch. Es ist ein dreischiffiger Bau aus Backstein-Mauerwerk mit 56 Meter hohem Turm. Er entstand unter reger Beteiligung der Bevölkerung, und viele Ausstattungsstücke wurden gestiftet.
Als sich nach Zeiten finanzieller Not ab 1927 die Lage wieder besserte, konnten wichtige Renovierungsarbeiten in Angriff genommen werden. Der Turmhelm wurde mit Schiefer von der Obermosel neu gedeckt und die Kirche erhielt eine Warmluftheizung. Am 10. Januar 1936 tobte ein Wirbelsturm; dabei wurden am Turm die Kreuzblumen abgedreht und die Schieferdächer abgerissen. Luftangriffe in der Nacht vom 25. auf den 26. Mai 1943, am 23. September 1944 und am 6. Januar 1945 richteten schwere Schäden an.
Nach Kriegsende stand neben der seelsorgerischen Aufbauarbeit die Wiederherstellung der Kirche im Vordergrund. Die Rotunde über den Schalllöchern an der Südseite des Turms, die zerschossen worden war, wurde durch ein zusätzliches Zifferblatt geschlossen. Das Dach des rechten Seitenschiffs wurde mit Zinkblech wasserdicht gemacht, die beschädigten Stellen am Turmhelm wurden mit dem hellen Schiefer vom Dach des Hauptschiffs repariert, das dann ebenfalls mit Zinkblech gedeckt wurde. 1951 fanden weitere Restaurierungsarbeiten an, dabei wurde u. a. das gesamte Kirchendach neu verschiefert. Nach Sturmschäden im Winter 1961 mussten die Kreuzblumen aus Sicherheitsgründen abgenommen werden, auch die Steinfiguren des heiligen Petrus und des heiligen Bonifatius konnten nicht erhalten werden. Bei Sanierungsarbeiten 1964 wurde der Turmhelm abgetragen und durch einen neuen ersetzt.

## Ausstattung
1995 stellte der Künstler Paul Nagel seine Ideen für eine geänderte Innenraumgestaltung vor. Vorgesehen waren ein neuer Altar aus persischem Travertin mit zwölf Bronzetauben, ein neuer Altarfußboden mit einem Blätterkranz um den Altar in den Boden gemeißelt mit vier Symbolen, ein Ambo, ein Triumphkreuz mit dem Korpus des bisherigen Altarkreuzes, eine Priester- und zwei Messdienersedilien aus Bronze, eine Tabernakelsäule und ein Retabel mit den vier Evangelisten, sowie vier freistehende Altarleuchten. Zusätzlich sollte der Chorraum neu gestrichen werden. Am 20. Mai 2001 wurde der Altar geweiht, 2002 der Tabernakel gesegnet. Den neuen Osterleuchter gestaltete Paul Nagel, ebenso die Altarbilder links mit der himmlischen Anbetung und rechts mit der irdischen Anbetung, die 2004 entstanden. Die St.-Joseph-Statue stammt von Otto Bussmann (Düsseldorf).

### Fenster
1948 erhielt die Kirche die ersten bleiverglasten Fenster in Höhe der Orgelempore an der nördlichen Chorseite. Die Chorfenster „Die Geburt Jesu“ (links), „Die Erlösung“ (Mitte), „Das Weltgericht“ (rechts) und das Fenster in der Taufkapelle wurden durch Ernst Jansen-Winkeln 1952 entworfen und von der Werkstatt Oidtmann in Linnich ausgeführt. 1960 gestaltete Jansen-Winkeln auch das Fenster über dem neuen Haupteingang. Die Bleiglasfenster wurden 1969 von der Werkstatt Josef Wasen in ornamentaler Komposition geschaffen.

### Orgel
Beim Bau der Kirche wurde 1888 eine nicht für St. Josef vorgesehene Orgel der Orgelbauwerkstatt Johannes Klais Orgelbau (Bonn) mit 17 Registern eingebaut. Trotz mehrfacher Restaurierungen befand sie sich 100 Jahre später nicht mehr in einem akzeptablen Zustand.
Die 1996 eingebaute neue Orgel der Werkstatt Romanus Seifert & Sohn (Kevelaer) hat vier Manuale, Pedal und ein Schwellwerk. Die Traktur ist vollelektrisch. Der Neubau verwendet Prospekt und einiges Pfeifenwerk der Vorgängerorgel und besteht aus 2.200 Pfeifen in 37 Registern.

## Glocken
Die ersten vier Glocken wurden 1885 von der Glockengießerei Otto in Hemelingen gegossen. Sie erhielten die Namen „Joseph“, „Benediktus“, „Maria“ und „Barbara“. „Barbara“ diente als Totenglocke. Im Ersten Weltkrieg mussten die Bronzeglocken zu Kriegszwecken abgeliefert werden, nur die größte Glocke „Joseph“ durfte hängen bleiben. 1926 wurde drei neue Glocken geweiht, u. a. die Christus-König-Glocke. Im März 1942 sollten wiederum die Glocken zu „kriegswichtigen Zwecken“ geopfert werden. Auf energischen Protest wurde der Pfarre wenigstens eine Glocke belassen. 1947 wurde „Joseph“ auf dem sogenannten Glockenfriedhof in Hamburg wiederaufgefunden. 1953 wurden erneut zwei neue Glocken geweiht: Marien-Glocke und Erzengel-Glocke, hergestellt von der Gießerei Petit & Gebr. Edelbrock in Gescher. 1988 kamen zwei weitere aus derselben Glockengießerei hinzu: Sebastian-Glocke und Barbara-Glocke. Das Geläut erklingt in den Tonlagen des'±0, es'+1, f'+5, as'+5, b'+4, b+4 des Motivs „Veni Creator Spiritus“.